# Pêche en Bretagne

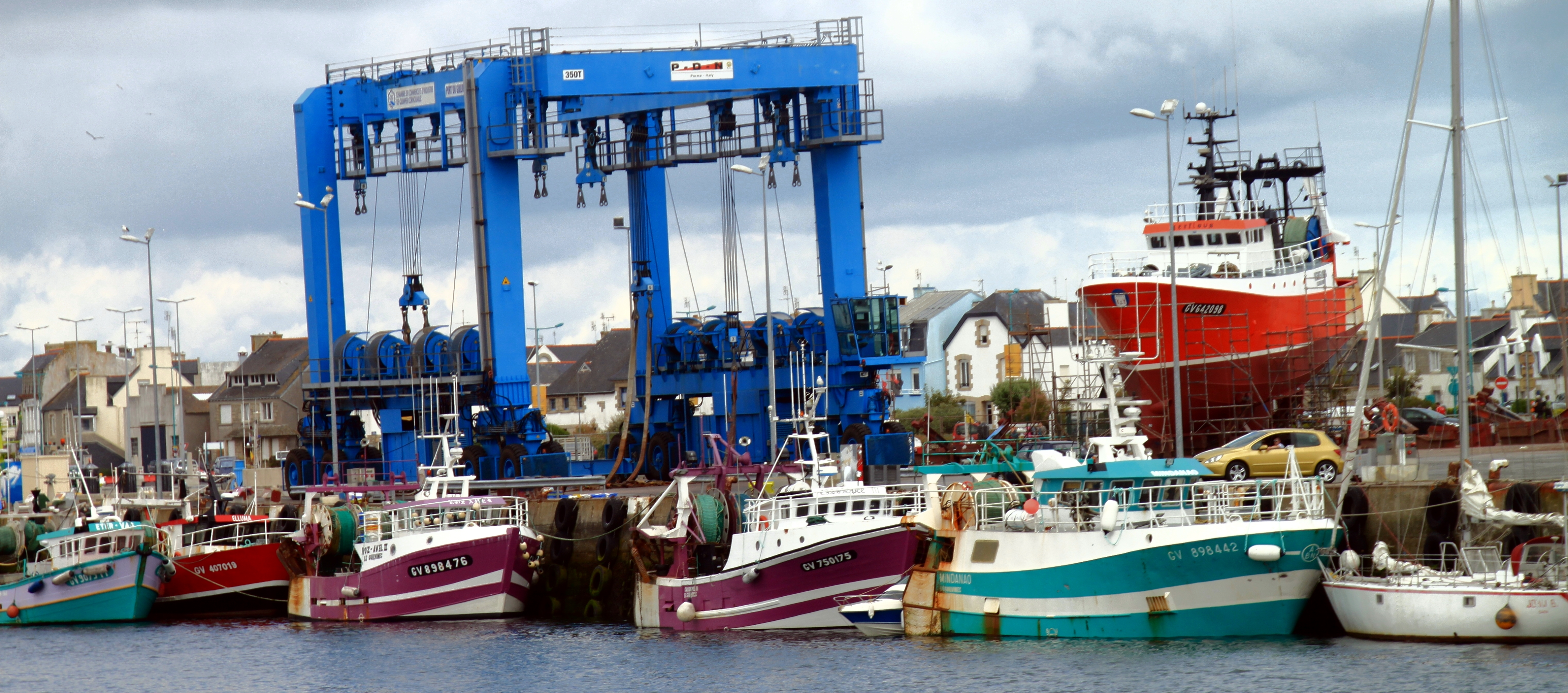
Port de pêche du Guilvinec.

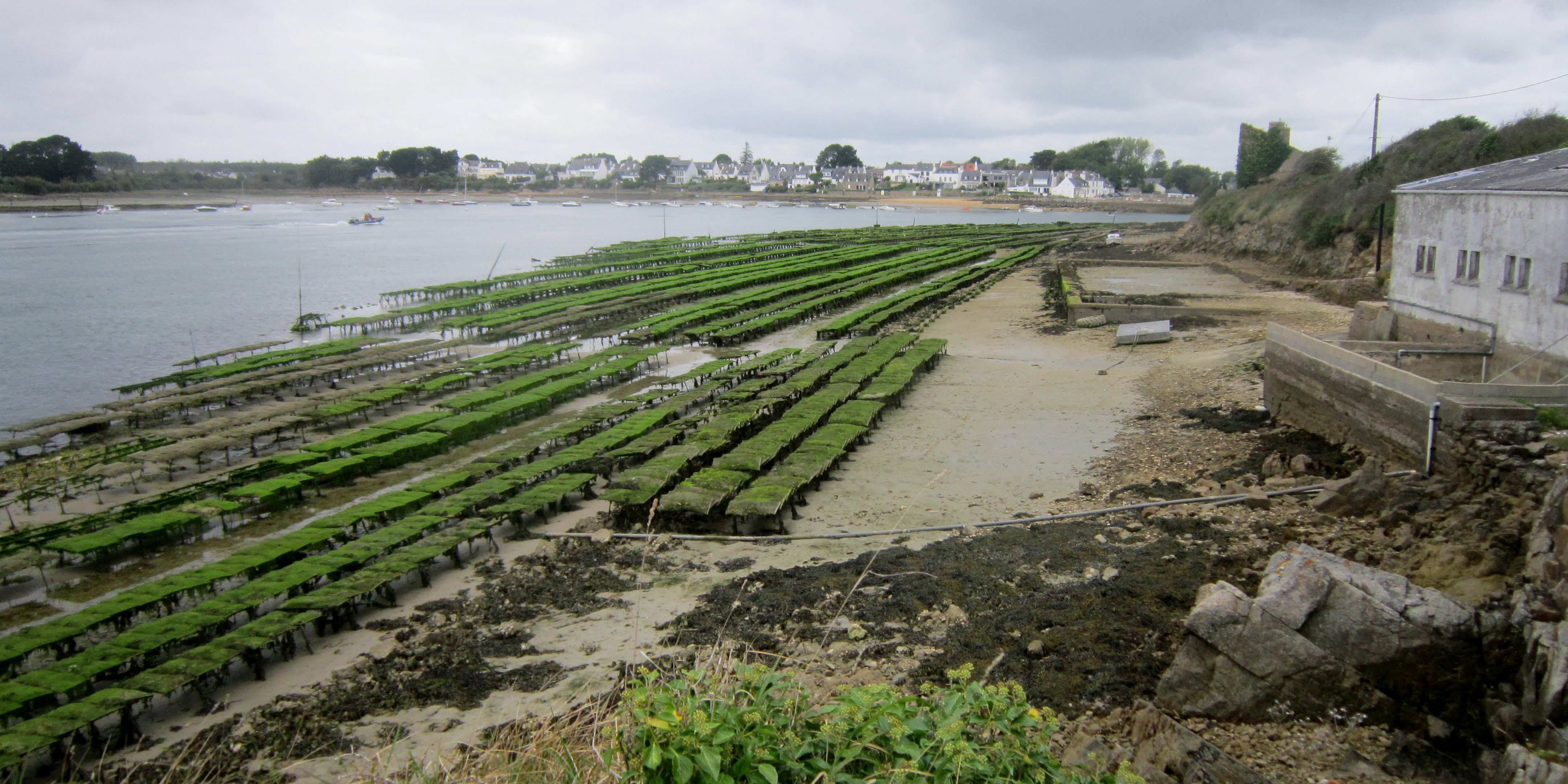
Parcs à huitres en ria d'Étel.

La région Bretagne est la principale région française dans le domaine de la pêche, et concentre pas loin de la moitié de la production nationale. 47 % de la production vendue en France passe par des criées bretonnes, dont les six principales concentrent le gros de la vente (Le Guilvinec, Lorient, Erquy, Saint-Quay-Portrieux, Roscoff, et Concarneau). La région concentre 30 % de la flotte de pêche française métropolitaine, et 38 % de ses marins de pêche. L'aquaculture est aussi une activité importante, la région concentrant le quart des effectifs nationaux, principalement dans la production d'huitres et de moules. La production piscicole reste elle anecdotique.

## Répartition géographique
Les trois grandes zones portuaires affichent des chiffres de tonnage et de valeur proches en 2024. Le port de Lorient enregistre un volume de 17 148 tonnes de produits de la mer pour une valeur de 65,5 millions d'euros, les six criées actives du Pays Bigouden enregistrent 29 236 tonnes de produits de la mer pour une valeur de 107,1 millions d'euros (dont 11 140 tonnes pour 51,4 millions d'euros pour le seul port du Guilvinec), et les deux criées des Côtes-d'Armor (Erquy et Saint-Quay-Portrieux) enregistrent 23 000 tonnes de produits de la mer.

## Industrie de transformation
La région occupe aussi un poids important dans les activités de valorisation de la pêche. En 2018, les activités de mareyage emploient 2 000 personnes, les entreprises de transformation des produits en emploient 3 600 (le tiers de la filière française), et les entreprises liées à la fabrication de plats à base de poissons en emploient 900.